# Împăratul Higashiyama
Împăratul Higashiyama (japoneză 東山天皇; 21 octombrie 1675 - 16 ianuarie 1710) a fost al 113-lea împărat al Japoniei,   potrivit ordinii tradiționale de succesiune.
Domnia lui Higashiyama s-a întins din 1687 până în 1709.